# Anna Tibaijuka
Anna Kajumulo Tibaijuka (rođena 1950.) je bivša tajnica Ujedinjenih naroda i izvršna direktorica Organizacije Ujedinjenih naroda za ljudska naselja (UN-HABITAT). Do njezine ostavke 2010. godine kada se kandidirala za političku funkciju u Tanzaniji, bila je druga najviše rangirana afrička žena u sustavu UN-a.
Rođena je u Tanzaniji, studirala u Švedskoj tečno govori engleski, svahili, švedski i francuski. Udovica je bivšeg tanzanijskog veleposlanika Wilsona Tibaijuka koji je umro 2000. godine. U listopadu 2010. postala je zastupnica stranke CCM za distrikt Muleba u Kagera regiji. Od 1993. do 1998. godine bila je izvanredni profesor ekonomije na Sveučilištu u Dar es Salaamu. U tom razdoblju sudjelovala je u raznim konferencijama Ujedinjenih Naroda. Godine 1998. Tibaijuka je imenovana posebnom koordinatoricom za najmanje razvijene zemljame u Konferenciji Ujedinjenih naroda o trgovini i razvoju (UNCTAD), koja se bavi trgovinom, investicijama i razvojem.

## Vanjske poveznice
- Službena stranica UN-a biografija  Arhivirana inačica izvorne stranice od 14. lipnja 2006. (Wayback Machine)
- Izvješće posebnog izaslanika glavnog tajnika o operaciji Murambatsvina  Arhivirana inačica izvorne stranice od 14. lipnja 2006. (Wayback Machine)